# Gà râu Cái Chiên
Gà râu Cái Chiên hay còn gọi đơn giản là gà râu là một giống gà có nguồn gốc từ xã Cái Chiên thuộc huyện Hải Hà, tỉnh Quảng Ninh. Chúng là một giống gà có từ lâu đời và món gà râu Cái Chiên là một trong những đặc sản của Quảng Ninh. Số lượng gà bản địa của xã Cái Chiên có khoảng 3.000 con. Hiện nay, huyện Hải Hà đang thực hiện mô hình bảo tồn và phát triển giống gà địa phương, đây là một trong những giống gà tốt, chất lượng, cho năng suất và hiệu quả kinh tế cao. 

## Đặc điểm
Gà râu Cái Chiên là giống bản địa, rất ngon, được chăm nuôi lâu đời, truyền từ đời này qua đời khác. Từ xưa, giống gà này đã được người dân xã đảo cẩn thận chăm nuôi, bảo tồn. Gà râu Cái Chiên có đặc điểm chân thấp, da vàng, xương nhỏ, thịt thơm ngon. Khi lớn, phía bên dưới mỏ của giống gà này mọc ra một cụm lông dài rủ xuống, trông như một chùm râu. Đây là đặc điểm khác biệt so với giống gà thông thường do đó tên gọi của giống gà này bắt nguồn từ đặc điểm ngoại hình của chúng. Đây là giống gà râu, có đặc điểm khác với các giống gà khác, cho năng suất cao, chất lượng thịt ngon. 

## Chăn nuôi
Giống gà này ngon bởi cách thức chăn nuôi và chất lượng con giống. Đặc biệt là việc duy trì nòi giống thông qua việc chọn giống tốt, khoẻ để phối giống, đẻ trứng, ấp nở được người dân hết sức coi trọng. Nên giống gà quý không bị thoái hoá và đảm bảo nguồn gốc qua thời gian. Đáng mừng là gần đây lại có thêm các doanh nghiệp đầu tư chuồng trại, tuyển chọn phối giống để giữ lại nguồn gen tốt nhất. Ngoài giống tốt, gà râu Cái Chiên có chất lượng thịt thơm ngon bắt nguồn từ tập quán chăn nuôi truyền thống.
Hầu hết gà râu được chăn nuôi bằng thóc, gạo và chăn thả tự nhiên tự tìm nguồn thức ăn. Vì thế gà râu thường lớn chậm và cho chất lượng thịt ngon và chắc. Thông thường gà được chăn nuôi từ 6 tháng đến 1 năm, trọng lượng đạt khoảng 1-1,6 kg mới có thể thịt được. Gà râu dù chăn nuôi bao năm cũng chỉ đạt trọng lượng tối đa 2,5–3 kg. Càng chăn nuôi lâu gà càng ngon. Gà râu Cái Chiên được lựa chọn để thịt thường đạt trên một năm tuổi. Gà càng to càng chắc và ngon. 

## Ẩm thực
Món gà râu là một đặc sản. Gà râu có thể chế biến được nhiều món như: Hấp, kho, tần, hầm, phổ biến nhất vẫn là gà luộc, toát hết được vị ngọt, ngậy của thịt gà. Người dân Cái Chiên vẫn còn giữ thói quen chế biến món ăn gà hấp muối dân gian rất độc đáo. Gà to được mổ, rửa sạch ráo nước cuốn kỹ bằng lá chuối rồi phủ kín muối dày xung quanh, cho vào hấp kỹ. Trong quá trình hấp không dùng nước, đun lửa nhỏ riu riu để gà chín và ngấm vị muối biển, mùi thơm tự nhiên của lá chuối. Gà được hấp trên bếp củi trong vòng 1 nén nhang thì chín, có thể bỏ ra ăn. Hiện khách du lịch có thể thưởng thức món ngon này tại các nhà hàng dân dã thôn Cái Chiên với giá từ 230.000-250.000 đồng/kg.

## Phát triển
Hiện nay người dân trên xã đảo nuôi với quy mô nhỏ lẻ nên không đủ cung cấp ra thị trường nên đã xây dựng mô hình bảo tồn và phát triển con gà râu tại xã đảo và đăng ký là sản phẩm, cùng với việc triển khai mô hình bảo tồn và phát triển giống gà, chính quyền địa phương cũng đang đẩy mạnh công tác tuyên truyền, vận động và hỗ trợ nhân dân mở rộng mô hình nuôi và nhân giống gà địa phương tại từng hộ gia đình trên địa bàn xã Để nâng cao đời sống vật chất, thu nhập xã đảo Cái Chiên đang triển khai thực hiện và nhân rộng mô hình bảo tồn và phát triển giống gà và triển khai ý tưởng bảo tồn và phát triển giống gà địa phương Cái Chiên.
Hiện có xí nghiệp thực hiện phát triển quy mô chăn nuôi trên diện tích hơn 5ha, tổng mức đầu tư trên 3 tỷ đồng. Từ năm 2014, xí nghiệp đã triển khai đầu tư xây dựng xong cơ sở hạ tầng khu chuồng trại chăn nuôi đảm bảo kỹ thuật, vệ sinh, đồng thời tiến hành tuyển chọn gà giống bố mẹ, đảm bảo chất lượng và thuần chủng để đưa vào sản xuất, gây giống. Xí nghiệp đã gây giống được hơn 300 con gà giống bố mẹ, cuối năm 2015 thì sản xuất đại trà và phát triển nhân rộng đàn gà. Sau khi phát triển nhân rộng mô hình, sẽ liên kết với các siêu thị để cung cấp sản phẩm gà Cái Chiên.